# دراسات جينية على الغجراتيون
تهدف دراسة علم الوراثة وعلم الآثار لشعب الغوجاراتية في الهند إلى الكشف عن التاريخ الجيني لهؤلاء الأشخاص. وفقًا لمشروع 1000 Genomes ، فإن "Gujarati" هو مصطلح عام يستخدم لوصف الأشخاص الذين يتتبعون أصولهم إلى منطقة كجرات، الواقعة في الجزء الشمالي الغربي من شبه القارة الهندية، والذين يتحدثون اللغة الغوجاراتية، وهي لغة هندو أوروبية. لديهم بعض القواسم الجينية المشتركة وكذلك الاختلافات مع المجموعات العرقية الأخرى في الهند .

## الحمض النووي الجسمي

### دراسات الحمض النووي
- وفقًا لدراسة أجريت عام 2017 من قبل علماء الوراثة الأوروبيين (Silva et al. ، 2017) ، يحمل الغجراتيون في الغالب جينات أسلاف شمال الهند (غرب أوراسيا). تظهر الدراسة أن غوجاراتيس وراجستان والباكستانيين هم جزء وراثيًا من غرب جنوب آسيا.[2] يذكر أيضًا:
  - المكون الرئيسي غير الأصلي في شبه القارة الهندية ، مكون إيران / القوقاز / السهوب أو القوقاز الذي يعتمد على الصيد والجمع ، يتجاوز 35٪ في ولاية غوجارات. (يصل هذا المكون إلى ذروته في البقايا القديمة من القوقاز وإيران بنسبة 100٪ تقريبًا ، ويوجد في يمنايا العصر البرونزي من سهوب بونتيك-قزوين بنسبة 50٪ تقريبًا. )
  - يبدو أن الغوجاراتيين أكثر تنوعًا وراثيًا من غيرهم من سكان جنوب آسيا.
  - الغوجاراتية قريبة من الناس من جنوب غرب آسيا ، بسبب المستويات العالية من أصل ANI ، والتي قد تكون وصلت على دفعتين.
- وفقًا لدراسة أجريت عام 2017 من قبل علماء الوراثة من مانجالور (D'Cunha et al. ، 2017) ، يُظهر تحليل النشوء والتطور فصلًا بين سكان Dravidian (تم أخذ عينات من مدن كارناتاكا وكيرالا الساحلية) من سكان الغوجاراتية. وفقًا لهذه الدراسة ، تُظهر الدراسات الحديثة أن البيانات المتعلقة بولاية غوجارات "قد لا تكون ممثلة للهنود بشكل عام ، ولا سيما بالنسبة لسكان درافيديين في جنوب الهند". الأفراد الناطقون باللغة Dravidian المشمولون في هذه الدراسة فصلوا بشكل واضح في كتلة ضيقة بعيدًا عن المتحدثين باللغة الهندية الآرية ". قرب غوجاراتيس من الأوروبيين "دعم وجهة النظر الحالية للتأثيرات الأوروبية في التركيب الجيني لسكان شمال الهند".[3]
- وفقًا لدراسة أجريت عام 2015 من قبل علماء الوراثة البريطانيين والباكستانيين (أيوب وآخرون، 2015) ، انفصل الأوروبيون عن جنوب آسيا (يمثلهم غوجاراتيس) منذ حوالي 8000 عام في العصر الحجري الحديث ، على النحو الذي يدعمه اضمحلال LD . قسمت هذه الدراسة البشر إلى خمس مجموعات متميزة بناءً على اختلافات تردد الأليل: (1) الأفارقة ، (2) مجموعة واسعة النطاق تشمل الأوروبيين والشرق الأوسط وجنوب آسيا ، (3) شرق آسيا ، (4) الأوقيانوسيون ، و (5) ) الهنود الحمر.[4]
- دراسة عام 2014 من قبل علماء الوراثة السنغافوريين (علي وآخرون ، 2014) درست الاختلافات بين مجموعتين فرعيتين من الهند ، الغوجاراتية الهندية الأوروبية (المسمى بالهنود الشماليين ) والتاميل الناطقين بدرافيدية (المسمى بالهنود الجنوبيين ) ، ووجدوا أن أحد الاختلافات الأكثر وضوحًا بينهما هو بشرة البشرة ، مع كون الهنود الشماليين أكثر عدلاً ، مما يشير إلى تدفق الجينات من أوروبا إلى شمال الهند.[5] تذكر الدراسة أيضًا:

## أنظر أيضا
- علم الوراثة وعلم الآثار في جنوب آسيا
- المجموعات العرقية في جنوب آسيا